# UFL Championship Game 2009
El Championship Game de 2009 fue el juego final de la Primera temporada (denominada Premier Season) en la United Football League y disputaron el Trofeo Willam Hambrecht. El juego se llevó a cabo en el Sam Boyd Stadium en Las Vegas, Nevada el 27 de noviembre (un día después de Acción de gracias, el ganador fue Las Vegas Locomotives que derrotaron a Florida Tuskers por marcador de 20 a 17 en tiempo extra con gol de campo de 33 yardas.

## Antecedentes
El 13 de octubre de 2007 la liga anunció que celebraría un partido para definir el campeón de la temporada y sería el fin de semana del día de Acción de Gracias en 2008. Se había considerado el nombre de "United Bowl" para el partido pero no se pudieron ganar los derechos a la United Indoor Football, en marzo de 2008 el Sam Boyd Stadium de Las Vegas fue seleccionado para ser la sede, aunque la temporada se aplazó hasta 2009 la sede no se cambió.
Florida Tuskers calificó al Championship Game el 12 de noviembre luego de vencer a New York Sentinels por 24-6 para llegar a una marca de 5-0. Fue el mejor equipo de la temporada al terminar con marca de 6-0. El equipo fue dirigido por Jim Haslett, fue líder en puntos anotados al marcar 183, Brooks Bollinger realizó 179 pases y completo 121 para 1,518 yardas y 14 TD (líder de la liga).
Las Vegas Locomotives calificó al Championship Game el 19 de noviembre sin haber jugado ya que California Redwoods perdió su último partido ante Florida Tuskers 34-27 y Las Vegas Locomotives aseguraron el segundo lugar de la clasificación. Dirigidos por Jim Fassel terminaron la temporada con marca de 4-2 luego de iniciar la temporada 1-2 (las derrotas fueron contra Florida).

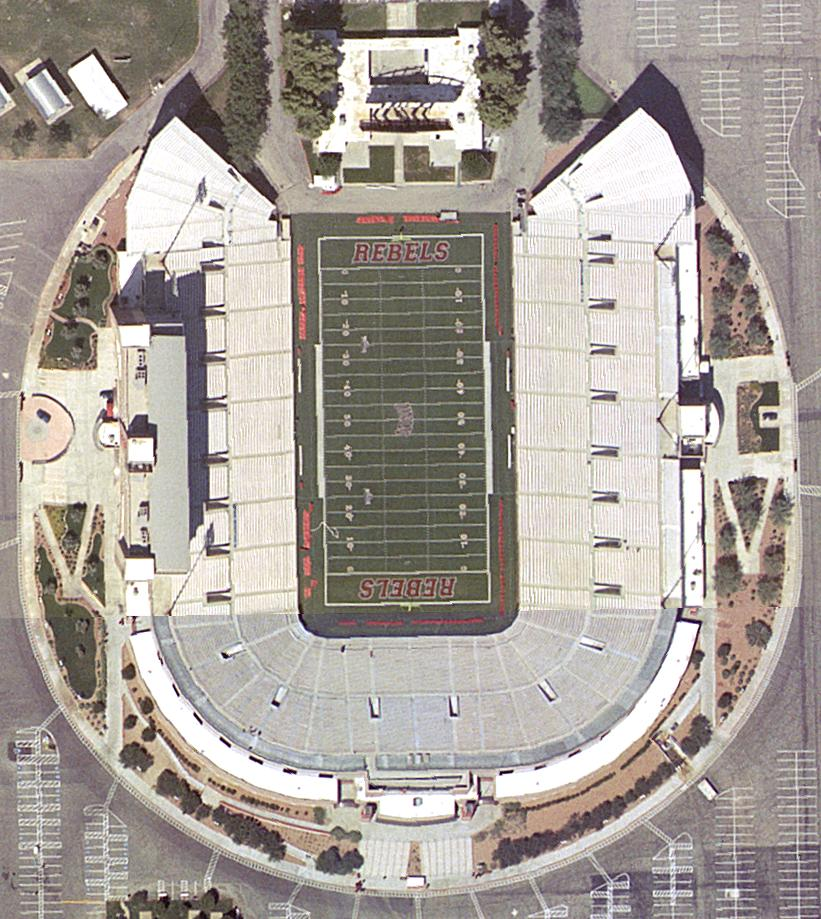
Estadio Sam Boyd sede de la primera edición del Championship Game.

A pesar de que el juego se efectuó en casa de Las Vegas Locomotives la localía para el partido correspondió al equipo que terminó como líder de la clasificación (Florida Tuskers).
| y - Florida Tuskers       | 6 | 0 | 0 | 1.000 | 183 | 92  |
| y - Las Vegas Locomotives | 4 | 2 | 0 | 0.667 | 167 | 100 |
| California Redwoods       | 2 | 4 | 0 | 0.333 | 105 | 134 |
| New York Sentinels        | 0 | 6 | 0 | 0.000 | 56  | 185 |

y Avanzaron al Championship Game

## Resumen del juego

### Oficiales
| - Dave Cutaia - Harold Mitchell - Jerry Hocker - Johnnie Forter | - Keith Parham - Scott Koch - Tod Reese - Jim Shaffer |

### Titulares
| Las Vegas Locomotives | Las Vegas Locomotives | Las Vegas Locomotives | Las Vegas Locomotives |
| --------------------- | --------------------- | --------------------- | --------------------- |
| Ofensiva              | Ofensiva              | Defensiva             | Defensiva             |
| 81                    | Andrae Thurman        | 95                    | Adrian Awasom         |
| 73                    | Jaason Capizzi        | 78                    | Ross Kolodziej        |
| 53                    | Frank Davis           | 97                    | Lauvale Sape          |
| 79                    | Jesse Boone           | 93                    | Eric Henderson        |
| 65                    | Martin Bibbla         | 55                    | Gary Stills           |
| 70                    | Jeremy Parquet        | 54                    | Teddy Lehman          |
| 87                    | Adam Bergen           | 56                    | Brandon Moore         |
| 80                    | David Kircus          | 20                    | Joe Porter            |
| 7                     | JP Losman             | 24                    | Wale Dada             |
| 26                    | Marcel Shipp          | 33                    | Tony Parrish          |
| 86                    | Jake Nordin           | 21                    | Nick Turnbull         |

| Florida Tuskers | Florida Tuskers  | Florida Tuskers | Florida Tuskers   |
| --------------- | ---------------- | --------------- | ----------------- |
| Ofensiva        | Ofensiva         | Defensiva       | Defensiva         |
| 11              | Marcus Maxwell   | 98              | Darrion Scott     |
| 78              | Rob Petitti      | 99              | Claude Wroten     |
| 66              | Anthony Davis    | 68              | Mckinley Boykin   |
| 58              | Enoka Lucas      | 93              | Josh Savage       |
| 69              | PJ Alexander     | 52              | Odell Thurman     |
| 75              | Seth Wand        | 59              | Tim McGarigle     |
| 87              | Keith Heinrich   | 54              | Quinton Culberson |
| 15              | Taye Bibble      | 27              | Dejuan Tribble    |
| 8               | Brooks Bollinger | 35              | Fakhir Brown      |
| 22              | Michael Pittman  | 31              | Williw Andrews    |
| 85              | Jermaine Wiggins | 23              | Jerome Cartes     |

### 1.erCuarto
Florida Tuskers ganó el volado y eligió recibir el ovoide, Graham Ganó dio la patada de despeje hasta la yarda 0 de Florida (70 yardas) misma que regresó Willie Andrews para colocarse en la yarda 20 y empezar la primera serie ofensiva de Florida, un pase de 8 yardas para Michael Pittman y una carrera del mismo Pittman de 4 yardas hicieron que Florida consiguiera el primer First Down del partido y colocarse en su yarda 32, en la cuarta jugada de la serie Adrian Awason de Las Vegas logró capturar a Brooks Bollinger e hizo retroceder a Florida 7 yardas. Con segunda y 17 Bollinger completo un pase de 14 yardas para Frank Murphy y dejar su tercera oportunidad con 3 yardas por avanzar, en esa última oportunidad Bollinger completo otro pase de 10 yardas para Marcus Maxwell quedando casi a mitad de campo en la yarda 49, Bollinger no pudo completar ningún pase y vino Todd Sauerbrun e hizo un despeje de 37 yardas misma que capturó libre Brian Hernández en la yarda 14 de Las Vegas. En la primera serie de Florida solo ejecutó 8 jugadas para 29 yardas y un tiempo de posesión de 03:41.
Con el ovoide en la yarda 14 inicio la primera serie ofensiva de Las Vegas JP Losman intento un pase hacia Andrae Thurman pero fue incompleto, con segunda y 10 Las Vegas decidió correr y Marcel Shipp avanzó 5 yardas, ya en la última oportunidad Losman completo su primer pase del partido hacia Adam Bergen de 7 yardas consiguiendo el First Down y colocar el ovoide en su yarda 26, en la cuarta jugada Losman volvió a completar otro pase ahora para Samie Parker de 8 yardas, con segunda y 2 Shipp intento otra carrera pero no obtuvo ganancia y en la última oportunidad Losman fue capturado por Darrion Scott y perdió 8 yardas, Danny Baugher realizó el despeje de 50 yardas que Andrews regreso 12 yardas para colocarse en su yarda 36. En la primera serie de Las Vegas ejecutó 6 jugadas para 12 yardas y un tiempo de posesión de 02:54.
Florida inicio su segunda serie con una carrera de Pittman de 4 yardas, en la segunda jugada Bollinger intento un pase para Maxwell pero este fue incompleto, con tercera y 6 Bollinger realizó un pase de 32 yardas para Taye Biddle para colocarse en la yarda 28 de Las Vegas, Tatum Bell intento una carrera y consiguió 1 yarda, con segunda y 9 Bollinger completo otro pase ahora de 15 yardas con Jayson Foster y llegar a la yarda 12, Pittman realizó otra carrera de 4 yardas, en segunda y 6 Bollinger intento un pase con dirección a Biddle pero este fue incompleto a los 5:13 de tiempo de juego se abrió el marcador con un pase para TD de Bollinger hacia Maxwell de 8 yardas y Matt Bryant consiguió el punto extra para poner el marcador Las Vegas 0, Florida 7. En la segunda serie de Florida ejecutó 8 jugadas para 64 yardas y un tiempo de posesión de 03:12.
Bryant realizó el despeje de 69 yardas y Tab Perry regreso 17 yardas hasta su yarda 18, al iniciar su segunda serie Las Vegas Losman intento un pase hacia Perry pero este fue incompleto, en la segunda oportunidad volvía a intentar un pase pero ahora con destino a Bergen que si fue completo para 9 yardas con tercera y 1 Losman se encargó de acarrear el ovoide y conseguir el First Down, en la cuarta jugada Shipp corrió para 6 yardas y después Losman completo un pase de 17 yardas hacia Perry y colocarse en la yarda 48 de Florida. Dede Dorsey intento un acarreo y solo consiguió avanzar 1 yarda en la segunda oportunidad Losman completo otro pase para Parker de 5 yardas, con tercera y 4 y 01:02 en el reloj Losman volvió a buscar a Parker para hacer un pase de 16 yardas y colocarse en la yarda 26 de Florida, con 22 segundos Losman completo un pase más de 16 yardas para Dorsey y colocarse en primera y gol justo al final del primer cuarto. Resultado parcial Las Vegas Locomotives 0, Florida Tuskers 7.

### 2.º Cuarto
Al iniciar el segundo cuarto Las Vegas se encontraba en la yarda 10 de Florida con Primera y Gol, Losman completo un pase de 8 yardas para Bergen, en segunda y gol Shipp acarreo el ovoide 1 yarda pero Odell Thurman ocasionó un fumble y recuperó Patrick Chukwurah en la yarda 3 y regreso 12 yardas. En la segunda serie de Las Vegas efectuó 11 jugadas para 79 yardas y un tiempo de posesión de 05:44.
Luego de recuperar el fumble Florida inicio se tercer serie ofensiva con una carrera de Bell para ganar 7 yardas intento otro acarreo la siguiente jugada pero no hubo avance, con tercera y 3 Bollinger intento un pase hacia Michael Spurlock pero este fue incompleto por lo que Sauerburn despejo para 49 yardas. En la tercera serie de Florida solo hizo 3 jugadas para 7 yardas y un tiempo de posesión de 01:20.
Tras detener la anterior ofensiva de Florida Las Vegas inicio su tercer ofensiva en su yarda 29 completando un pase de 14 yardas para Bergen y colocarse en su yarda 43, en la segunda jugada Losman intento otro pase pero este fue incompleto, en la segunda y 10 Dorsey intento un acarreo pero perdió 2 yardas, con tercera y 12 Losman intento un pase pero este fue interceptado por Darius Vinnet y lo regreso 12 yardas sin embargo la jugada fue nula por un offside de Josh Savage y 5 yardas de castigo para Florida. En tercera y 7 Losman completo un pase más de 16 yardas con Parker para llegar a la yarda 38, Tim Rattay sustituyó a Losman e intento un pase hacia Bergen pero este fue incompleto, con segunda y 10 Dorsey hizo un acarreo de 3 yardas, en la última oportunidad Rattay intento otro pase pero volvió a ser incompleto Ganó intento un gol de campo de 53 yardas pero lo fallo. En la tercera serie de Las Vegas ejecutó 8 jugadas para 36 yardas y un tiempo de posesión de 03:05.
Florida tomó el ovoide en su yarda 43 e inicio su ofensiva con un acarreo de 2 yardas, en la segunda oportunidad Bollinger fue capturado y perdió 2 yardas y quedaron con tercera y 3 luego del tiempo fuera de Florida Bollinger completo un pase para Foster de 16 yardas y llegar a la yarda 41 de Las Vegas, en la siguiente jugada Pittman corrió para 4 yardas con segunda y 6 Bollinger completo un pase corto de 1 yarda con Pittman, Keith Heindrich ocasionó una salida en falso que le costó 5 yardas de castigo a Florida, con tercera y ahora 10 por avanzar Bollinger volvió a completar otro pase para Pittman de 16 yardas y colocarse en la yarda 25 de Las Vegas, en la séptima jugada de la serie Eric Henderson provocó un pase incompleto, con segunda y 10 Bollinger completo un pase de 2 yardas con Foster, ya en tercera oportunidad Henderson volvió a ocasionar un pase incompleto pero los oficiales marcaron un holding de Florida por parte de PJ Alexander, y fue penalizado con 10 yardas para ir a la Yarda 33 de Las Vegas, ahora con tercera y 18 Bollinger intento un pase con dirección a Shaud Williams pero este fue incompleto, Bryant intento un gol de campo de 51 yardas y lo erro. En la cuarta serie de Florida ejecutó 10 jugadas para 24 yardas y un tiempo de posesión de 04:42.
Las Vegas tomó el ovoide en su yarda 41 y comenzó su cuarta ofensiva con un acarreo de 2 yardas por parte Dorsey, Losman completo un pase con John Madsen pero este perdió 5 yardas y quedaron en su yarda 38, con tercera y 13 Losman intento un pase con dirección a Thurman pero este fue incompleto, Baugher realizó un despeje de 39 yardas y Foster hizo una recepción libre en la yarda 23 de Florida. En la cuarta serie de Las Vegas solo hizo 3 jugadas y perdieron 3 yardas en un tiempo de 01:17.
Florida inicio su quinta ofensiva con un avance por tierra de 4 yardas por parte de Pittman, con segunda y 6 Bollinger volvió a buscar a Pittman pero para un pase de 8 yardas y avanzar a su yarda 35 antes de la pausa de los 2 minutos dio tiempo para que Bell hiciera 2 acarreos de 8 y 1 yarda, tras la pausa Pittman intento otra carrera pero esta vez fue detenido 1 yarda atrás y Gary Stills provocó un fumble que logró recuperar Seth Wand pero no hubo avance, Sauerburn entró y despejo el ovoide 35 yardas para colocarlo en la yarda 21 de Las Vegas. En la quinta serie de Florida se ejecutó 5 jugadas para 21 yardas y un tiempo de posesión de 02:19.
En la primera jugada de Las Vegas en su quinta ofensiva Losman realizó un pase completo de 3 yardas para Dorsey y después otro completo de igual 3 yardas para Bergen, con tercera y 4 y Losman preparando un pase fue capturado por Thurman haciéndolo retroceder 10 yardas esto a 50 segundos de concluir la primera mitad. Baugher realizó un despeje de 46 yardas que recibió Andrews y regreso 7 yardas. En la quinta serie de Las Vegas ejecutó 3 jugadas y perdió 4 yardas y un tiempo de posesión de 00:56.
La sexta ofensiva de Florida inicio en su yarda 44 Bollinger intento un pase hacia Biddle pero este fue incompleto, en el segundo intento Bollinger intento de nueva cuenta un pase pero este fue interceptado por Turnbull y lo regreso 13 yardas para poner el ovoide en la yarda 49 de Florida. En la sexta serie de Florida solo hizo 2 jugadas, no sumo yardas y un tiempo de posesión de 00:13.
Las Vegas no pensó llegar a tener otra ofensiva y a falta de 19 segundos Losman completo un pase de 21 yardas con Parker y colocarse en la yarda 28 de Florida pidieron un tiempo fuera y se preparó para conseguir algunos puntos Losman intento en dos oportunidades pase para Perry pero estos fueron incompletos, con apenas 4 segundos en el reloj Las Vegas decidió intentar el gol de campo mismo que ejecutó Ganó para 46 yardas y fue bueno para poner el marcador Las Vegas 3, Florida 7. En la sexta serie de Las Vegas ejecutó 4 jugadas para 21 yardas y un tiempo de posesión de 00:24. Resultado parcial Las Vegas Locomotives 3, Florida Tuskers 7.

### 3.erCuarto
Para el inicio de la segunda mitad Bryant realizó el despeje para 65 yardas que recibió Perry de Las Vegas y regreso 25 yardas pero Anthony Schlegal provocó un fumble que recuperó Ronnie Palmer en su yarda 32 sin generar avance, para su primera ofensiva Las Vegas Shipp hizo un acarreo de 3 yardas, en la segunda jugada Losman completo un pase de 5 yardas para Jake Nordin, con tercera y 2 Shipp volvió a correr 3 yardas para conseguir el First Down, en la cuarta jugada Losman fue capturado por Darrion Scott que lo hizo retroceder 7 yardas, ahora con segunda y 17 Las Vegas fue penalizado con 5 yardas por una salida en falso de Bergen, con segunda y 22 Losman intento un pase con dirección a Parker pero este fue incompleto ya en la última oportunidad volvió a enviar otro pase ahora si completo a Dorsey para 12 yardas y llegar a su yarda 43 pero no fue suficiente para superar el Down, Baugher realizó un despeje de 37 yardas que recibió Andrews y regreso 6 yardas para colocarse en su yarda 26. En la primera serie de Las Vegas ejecutó 6 jugadas para 11 yardas y un tiempo de posesión de 03:38.
En la primera serie ofensiva para Florida Bollinger intento 3 pases y todos fueron incompletos, por lo que rápidamente tuvo que devolver el balón, Sauerburn realizó un despeje de 47 yardas que recibió Hernández y regreso 3 yardas. En la primera serie de Florida solo hizo 3 jugadas y no hubo avance y un tiempo de posesión de 00:30.
En la segunda serie de Las Vegas en la yarda 30, Thurman inicio corriendo para 7 yardas, en la segunda jugada fue Shipp que acarreo el balón 2 yardas más y después Losman quien también corrió 2 yardas para conseguir el First Down, Dorsey volvió a correr ahora para 7 yardas, con segunda y 3 Losman intento 2 pases y ambos fueron incompletos, Baugher realizó un despeje de 32 yardas y Andrews lo recibió en su yarda 20. En la segunda serie de Las Vegas realizó 6 jugadas para 18 yardas y un tiempo de posesión de 03:00.
Florida comenzó su segunda serie con una carrera de Foster pero este perdió 4 yardas, con segunda y 14 Bollinger completo un pase para Biddle de 7 yardas, en la tercera oportunidad Bollinger volvió a intentar un pase ahora de 8 yardas para Biddle, el pase fue incompleto pero se marcó una interferencia de Parrish y se le dio el avance a Florida, en su yarda 31 Pittman intento un acarreo pero no tuvo avance, ahora con segunda y 10 Bollinger completo una pase de 7 yardas para Maxwell, en la última oportunidad Pittman corrió 1 yarda y vino Saurburn y realizó un despeje de 47 yardas que recibió libre Hernández en su yarda 14. En la segunda serie de Florida realizó 5 jugadas para 19 yardas y un tiempo de posesión de 03:21.
Desde la yarda 14 inicio Las Vegas su tercera ofensiva con un intento de pase de Losman hacia Flair pero este fue incompleto, para la segunda oportunidad Dorsey corrió para 8 yardas, con tercera y dos Losman completo un pase para Bergen de 4 yardas y colocarse en su yarda 26, en la cuarta jugada Losman intento un pase con dirección a Perry pero este fue incompleto, mientras los oficiales marcaron un holding a Bergen y penalizaron con 10 yardas a Las Vegas, ahora con primera y 20 Losman intento un pase más hacia Thurman pero volvió a ser incompleto, en la segunda oportunidad si resultó y un pase hacia el mismo Thurman para 17 yardas los dejó con tercera y 3, en la última oportunidad Losman decidió correr con el balón pero terminó perdiendo 1 yarda viniendo nuevamente Baugher a despejar su balón para 58 yardas que Chukwurah regreso 5 yardas. En la tercera serie de Las Vegas realizó 6 jugadas para 18 yardas y un tiempo de posesión de 02:33.
Con 01:29 de tiempo en el reloj Florida y en su yarda 15 empezó su tercer ofensiva con 2 carreras de Bell de 2 y 3 yardas, con tercera y 3 Bollinger intento un pase hacia Foster pero este fue incompleto, rápidamente Sauerburn vino a realizar un despeje de 55 yardas que Hernández regreso 8 yardas y quedar en su yarda 33. En la tercera serie de Florida realizó 3 jugadas para 5 yardas y un tiempo de posesión de 1:21.
Quedando solo 22 segundos comenzó Las Vegas su cuarta ofensiva con una carrera de Shipp para 3 yardas y esperar el inicio del último cuarto. Resultado parcial Las Vegas Locomotives 3, Florida Tuskers 7.

### 4.º Cuarto
Las Vegas inicio el último cuarto en su yarda 36 y con segunda y 7, Losman completo un pase hacia Kircus de 9 yardas y llegar a su yarda 45, después Shipp volvió a obtener otro First Down al correr para 11 yardas y colocar el ovoide en la yarda 44 ya en campo de Florida, en la cuarta jugada del cuarto Dorsey hizo un acarreo de 6 yardas y en la siguiente jugada con un buen movimiento hizo una carrera de 38 yardas para TD y Ganó completo los 7 puntos al anotar el punto extra, para poner el marcador Las Vegas 10, Florida 7. En la cuarta serie de Las Vegas realizó 5 jugadas para 67 yardas y un tiempo de posesión de 02:40.
Ganó realizó un despeje de 65 yardas que recibió Spurlock y regreso 15 yardas para que Florida iniciara su cuarta serie desde su yarda 20, Florida consiguió 2 First Down consecutivos el primero por un pase de Bollinger para Biddle de 15 yardas y el segundo por una carrera de Bell de 10 yardas y quedar en su yarda 45, en su tercera jugada Bell volvió a correr ahora para 5 yardas y quedar justo en la línea de medio campo, con segunda y 5 Bollinger completo un pase con Maxwell para 40 yardas que los llevó a la yarda 10 al primero y gol, Bollinger volvió a lanzar ahora para que Murphy anotara 6 puntos más y Bryant consiguió anotar el punto extra para poner el marcador Las Vegas 10, Florida 14. En la cuarta serie de Florida realizó 5 jugadas para 80 yardas y un tiempo de posesión de 02:25,
Bryant despejo para 64 yardas y Perry recibió y regreso 16 yardas para quedar en yarda 22, Dorsey inicio la quinta ofensiva de Las Vegas con un acarreo de 2 yardas, con segunda y 8 Losman perdió protección y Cooper lo capturó haciéndolo perder 14 yardas, ahora con tercera y 22 Losman solo completo un pase de 1 yarda para Dorsey, y Baugher tuvo que despejar para 47 yardas y recibió Spurlock pero no avanzó lo retrocedieron 7 yardas más. En la quinta serie de Las Vegas realizó 3 jugadas y perdieron 11 yardas y un tiempo de posesión de 01:53.
Desde su yarda 35 comenzó Florida su quinta ofensiva con un pase de Bollinger para Sippio de 14 yardas y colocarse en su yarda 49, en la segunda jugada Dorsey corrió pero perdió 4 yardas y Mallard provocó un fumble Bell intento recuperarlo pero fue el mismo Bollinger que lo recuperó en su yarda 39, ahora con segunda y 20 Bollinger no encontró receptor y perdió 6 yardas Awasom provocó otro fumble que recuperó Kolodziej en la yarda 37 de Florida y regreso 35 yardas para ponerse en la yarda 2 se le marcó una falta en contra de Florida por la forma en que Pittman detuvo a Kolodziej y fue penalizado Florida con 1 yarda. En la quinta serie de Florida realizó 3 jugadas para 2 yardas y un tiempo de posesión de 01:42.
Luego de provocar 2 balones sueltos y en la yarda 1 de Florida Las Vegas empezó su miniserie Losman intento un pase hacia Bergen pero este fue incompleto, las siguientes 2 oportunidades decidieron correr con Dorsey en la primera no hubo avance y en el segundo intento solo ganó 1 yarda suficiente para anotar nuevamente y Ganó completo los 7 puntos al anotar el punto extra para poner el marcador Las Vegas 17, Florida 14. En la sexta serie de Las Vegas realizó 3 jugadas para 1 yarda y un tiempo de posesión de 00:54.
Ganó realizó su despeje para 72 yardas y Spurlock lo regreso 24 yardas para iniciar Florida su sexta serie con dos First Down consecutivos con dos pases completos de Bollinger uno para Biddle de 18 yardas y otro para Maxwell de 15 yardas y colocarse en la yarda 45 de Las Vegas, en la tercera jugada Bell corrió para 4 yardas y después Bollinger completo otro pase para Foster de 6 yardas, con 04:14 de tiempo en el reloj Pittman acarreo el balón 2 yardas, con segunda y 8 Bollinger intento un pase pero fue incompleto, en la tercera oportunidad Bollinger completo una pase con Pittman para 22 yardas y llegar a la yarda 11 de Las Vegas, Bell corrió para ganar 2 yardas y las siguientes 2 jugadas Bollinger intento pases pero ambos fueron incompletos, por lo que Bryant vino a cobrar el gol de campo que anotó y así empatar el marcador Las Vegas 17, Florida 17. En la sexta serie de Florida realizó 11 jugadas para 69 yardas y un tiempo de posesión de 03:48.
Con 01:57 en el reloj y el partido empatado a 17 vino Bryant a realizar el despeje para 68 yardas que recibió Perry y regreso para 35 yardas y colocar el balón en su yarda 37, tras la pausa de los 2 minutos inicio la séptima serie de Las Vegas Losman intento un pase hacia Dorsey pero este fue incompleto, en la segunda oportunidad volvió a lanzar y ahora si completo el pase con Bergen para 7 yardas, en tercera y 3 Losman volvió a buscar a Dorsey y volvió a ser pase incompleto, Baugher despejo para 34 yardas. En la séptima serie de Las Vegas realizó 3 jugadas para 7 yardas y un tiempo de posesión de 00:29.
Quedando 01:12 en el reloj Florida inicio su séptima ofensiva en su yarda 22, Bollinger intento 2 pases pero ambos fueron incompletos aunque en el segundo se marcó una interferencia contra Dada y Las Vegas fue penalizado con 7 yardas y el First Down para Florida que ahora ya estaba en su yarda 29, en la segunda jugada Bollinger completo un pase con Pittman para 22 yardas y colocarse en la yarda 49 de Las Vegas a falta de 58 segundos. Luego de ese buen pase Bollinger no pudo completar ninguno de los tres intentos siguientes y tuvo que despejar el balón Sauerburn para 34 yardas con tan solo 26 segundos. En la séptima serie de Florida realizó 5 jugadas para 29 yardas y un tiempo de posesión de 00:47.
Faltando 19 segundos y con la última serie de Las Vegas hubo más presión de Florida y el acarreo de Losman solo perdió 1 yarda y marco el final del partido con el marcador de Las Vegas Locomotives 17, Florida Tuskers 17.
Se tenía que ir a tiempo extra para definir al primer campeón de la UFL

### Tiempo Extra
Florida ganó el volado y eligió recibir el ovoide, Ganó despejo para 69 yardas y Spurlock regreso el ovoide 22 yardas pero se marcó un holding contra Florida y fue penalizado con 14 yardas y su primera serie inicio en su yarda 9 con Bell que acarreo el ovoide para 3 yardas, en la segunda oportunidad Bollinger intento un pase que fue incompleto, con tercera y 7 Bollinger intento otro pase pero este fue interceptado en la yarda 19 por Trufant que no avanzó y Spurlock provocó un fumble que recuperó nuevamente Las Vegas en la yarda 14 por parte de Young. En la primera serie de Florida realizó 3 jugadas para 3 yardas y un tiempo de posesión de 00:59.
En la yarda 14 de Florida comenzó su primera serie intentando correr Losman pero perdió una yarda, Las Vegas tomaron un tiempo fuera para decidir si pateaban o intentaban otra jugada, la decisión fue patear y salió al campo Ganó a internar un gol de campo de 33 yardas y a falta 13:17 cobro el gol de campo que fue bueno y dio la ventaja para poner el marcador Las Vegas Locomotives 20, Florida Tuskers 17 y así ganar el Championship Game de la temporada 2009.
La duración del partido fue de 03 h 37 minutos.

## Resultado
| 1.er Cuarto                                                                        |         |
| FLT - Marcus Maxwell pase 8 yd de Brooks Bollinger (Matt Bryant punto extra), 3:12 | 0 - 7   |
| 2.º Cuarto                                                                         |         |
| LVL - Graham Ganó gol de campo 46 yd, 0:24                                         | 3 - 7   |
| 4.º Cuarto                                                                         |         |
| LVL - DeDe Dorsey carrera 38 yd (Graham Ganó punto extra), 2:40                    | 10 - 7  |
| FLT - Frank Murphy pase 10 yd de Brooks Bollinger (Matt Bryant punto extra), 2:25  | 10 - 14 |
| LVL - DeDe Dorsey carrera 1 yd (Graham Ganó punto extra), 0:54                     | 17 - 14 |
| FLT - Matt Bryant gol de campo 27 yd, 3:48                                         | 17 - 17 |
| Tiempo Extra                                                                       |         |
| LVL - Graham Ganó gol de campo 33 yd, 0:43                                         | 20 - 17 |

## Estadísticas
|                                     | Las Vegas | Florida |
| ----------------------------------- | --------- | ------- |
| First Downs                         | 15        | 20      |
| Por Carrera-Pase-Falta              | 6-9-0     | 2-16-2  |
| Eficiencia Tercer Down              | 8/17      | 6/16    |
| Eficiencia Cuarto Down              | 0/0       | 0/0     |
| Yardas Totales                      | 262       | 353     |
| Jugadas Ofensivas                   | 67        | 72      |
| Yardas por jugada                   | 3.9       | 4.9     |
| Yardas por Pase                     | 154       | 297     |
| Pases – Completos-Intentos          | 21/37     | 22/45   |
| Pases - TD-Intercepciones           | 0-0       | 2-2     |
| Yardas por Carrera                  | 108       | 56      |
| Carrera - Intentos-TD               | 26-2      | 25-0    |
| Yardas por Regresos                 | 152       | 116     |
| Kickoff - Regresos-Yardas-TD        | 4-93-0    | 4-81-0  |
| Punt - Regresos-Yardas-TD           | 2-11-0    | 5-23-0  |
| Fumble - Regresos-Yardas-TD         | 1-35-0    | 1-12-0  |
| Intercepciones - Regresos-Yardas-TD | 2-13-0    | 0-0-0   |
| Fumbles - Número-perdidos           | 3–1       | 3-1     |
| Capturas - Número-Yardas            | 2-9       | 4-39    |
| Faltas - Número-Yardas              | 4–30      | 5–35    |
| Eficiencia Zona Roja                | 1-3       | 2-3     |
| Tiempo de Posesión                  | 31:16     | 30:31   |

### Líderes individuales
| Las Vegas - Pases     | Las Vegas - Pases | Las Vegas - Pases | Las Vegas - Pases | Las Vegas - Pases |
|                       | C/ATT*            | Yds               | TD                | INT               |
| --------------------- | ----------------- | ----------------- | ----------------- | ----------------- |
| J. Losman             | 21/35             | 193               | 0                 | 0                 |
| T. Rattay             | 0/2               | 0                 | 0                 | 0                 |
| Las Vegas - Recepción |                   |                   |                   |                   |
|                       | Cara              | Yds               | TD                | LGb               |
| A. Bergen             | 7                 | 52                | 0                 | 14                |
| S. Parker             | 5                 | 66                | 0                 | 21                |
| D. Dorsey             | 4                 | 32                | 0                 | 16                |
| A. Thurman            | 1                 | 17                | 0                 | 17                |
| T. Perry              | 1                 | 17                | 0                 | 17                |
| D. Kircus             | 1                 | 9                 | 0                 | 9                 |
| J. Nordin             | 1                 | 5                 | 0                 | 5                 |
| J. Madsen             | 1                 | -5                | 0                 | 0                 |
| Las Vegas - Carrera   |                   |                   |                   |                   |
|                       | Recc              | Yds               | TD                | LGb               |
| D. Dorsey             | 11                | 66                | 2                 | 38                |
| M. Shipp              | 9                 | 34                | 0                 | 11                |
| J. Losman             | 5                 | 1                 | 0                 | 2                 |
| J. Thurman            | 1                 | 7                 | 0                 | 7                 |
| Las Vegas - Defensa   |                   |                   |                   |                   |
|                       | Tak/Ast/Tott      | Int               | Ffg               | Sck               |
| W. Dada               | 7/1/7.5           | 0                 | 0                 | 0.0               |
| T. Lehman             | 2/5/4.5           | 0                 | 0                 | 0.0               |
| B. Moore              | 4/1/4.5           | 0                 | 0                 | 0.0               |
| A. Awasom             | 3/2/4.0           | 0                 | 1                 | 1.0               |
| N. Turnbull           | 3/1/3.5           | 1                 | 0                 | 0.0               |
| T. Parrish            | 3/0/3.0           | 0                 | 0                 | 1.0               |
| J. Porter             | 3/0/3.0           | 0                 | 0                 | 0.0               |
| S. Smith              | 1/4/3.0           | 0                 | 0                 | 0.0               |
| T. Young              | 2/1/2.5           | 0                 | 0                 | 0.0               |
| E. Butler             | 2/0/2.0           | 0                 | 0                 | 0.0               |
| I. Trufant            | 2/0/2.0           | 1                 | 0                 | 0.0               |
| G. Long               | 1/2/2.0           | 0                 | 0                 | 0.0               |
| E. Henderson          | 0/3/1.5           | 0                 | 0                 | 0.0               |
| R. Palmer             | 1/0/1.0           | 0                 | 0                 | 0.0               |
| R. Morales            | 1/0/1.0           | 0                 | 0                 | 0.0               |
| R. Kolodziej          | 1/0/1.0           | 0                 | 0                 | 0.0               |
| J. Nordin             | 1/0/1.0           | 0                 | 0                 | 0.0               |
| C. Flair              | 1/0/1.0           | 0                 | 0                 | 0.0               |
| J. Scobey             | 1/0/1.0           | 0                 | 0                 | 0.0               |
| G. Gause              | 0/2/1.0           | 0                 | 0                 | 0.0               |
| J. Losman             | 1/0/1.0           | 0                 | 0                 | 0.0               |
| J. Mallard            | 1/0/1.0           | 0                 | 1                 | 0.0               |
| J. Lewis              | 0/1/0.5           | 0                 | 0                 | 0.0               |
| G. Stills             | 0/1/0.5           | 0                 | 1                 | 0.0               |

| Florida - Pases     | Florida - Pases | Florida - Pases | Florida - Pases | Florida - Pases |
|                     | C/ATT*          | Yds             | TD              | INT             |
| ------------------- | --------------- | --------------- | --------------- | --------------- |
| B. Bollinger        | 22/45           | 306             | 2               | 2               |
| Florida - Recepción |                 |                 |                 |                 |
|                     | Cara            | Yds             | TD              | LGb             |
| M. Pittman          | 6               | 77              | 0               | 22              |
| M. Maxwell          | 5               | 80              | 1               | 40              |
| T. Biddle           | 4               | 72              | 0               | 32              |
| J. Foster           | 4               | 39              | 0               | 16              |
| F. Murphy           | 2               | 24              | 1               | 14              |
| B. Sippio           | 1               | 14              | 0               | 14              |
| Florida - Carrera   |                 |                 |                 |                 |
|                     | Recc            | Yds             | TD              | LGb             |
| T. Bell             | 14              | 44              | 0               | 10              |
| M. Pittman          | 9               | 22              | 0               | 4               |
| J. Foster           | 1               | -4              | 0               | 0               |
| B. Bollinger        | 1               | -6              | 0               | 0               |
| Florida - Defensa   |                 |                 |                 |                 |
|                     | Tak/Ast/Tott    | Int             | Ffg             | Sck             |
| D. Tribble          | 5/2/6.0         | 0               | 0               | 0.0             |
| T. McGarigle        | 4/4/6.0         | 0               | 0               | 0.0             |
| D. Vinnett          | 4/1/4.5         | 0               | 0               | 0.0             |
| W. Andrews          | 3/3/4.5         | 0               | 0               | 0.0             |
| F. Brown            | 4/1/4.5         | 0               | 0               | 0.0             |
| D. Scott            | 2/3/3.5         | 0               | 0               | 2.0             |
| D. Jackson          | 2/3/3.5         | 0               | 0               | 0.0             |
| O. Thurman          | 2/2/3.0         | 0               | 1               | 1.0             |
| C. Wroten           | 2/2/3.0         | 0               | 0               | 0.0             |
| J. Carter           | 1/1/1.5         | 0               | 0               | 1.0             |
| A. Schlegal         | 1/1/1.5         | 0               | 1               | 0.0             |
| Q. Culberson        | 1/1/1.5         | 0               | 0               | 0.0             |
| J. Cooper           | 1/0/1.0         | 0               | 0               | 1.0             |
| C. Bockwoldt        | 0/2/1.0         | 0               | 0               | 0.0             |
| T. Melton           | 1/0/1.0         | 0               | 0               | 0.0             |
| M. Boykin           | 0/2/1.0         | 0               | 0               | 0.0             |
| W. Williams         | 0/2/1.0         | 0               | 0               | 0.0             |
| M. Maxwell          | 1/0/1.0         | 0               | 0               | 0.0             |
| S. Williams         | 1/0/1.0         | 0               | 0               | 0.0             |
| M. Pittman          | 1/0/1.0         | 0               | 0               | 0.0             |
| R. Manning          | 0/1/0.5         | 0               | 0               | 0.0             |
| P. Chukwurah        | 0/1/0.5         | 0               | 0               | 0.0             |
| M. Spurlock         | 0/0/0.0         | 0               | 1               | 0.0             |

*Completos/Attempts
aCarreras
bMás Largo
cRecepciones
tTackleos
gFumbles provocados

## Jugador más valioso
DeDe Dorsey (RB) fue premiado como el Jugador Más Valioso (MVP - Most Value Player en inglés) gracias a sus 98 yardas totales (32 por recepción y 66 por carrera) y anotar los 2 TD's en el último cuarto que le dieron la ventaja en el marcador a Las Vegas. El ganador fue seleccionado por votación vía mensaje de texto, la cadena Versus mostró los candidatos a los televidentes durante el último cuarto y la votación concluyó al finalizar el partido.